# 41 Pułk Lotnictwa Myśliwskiego

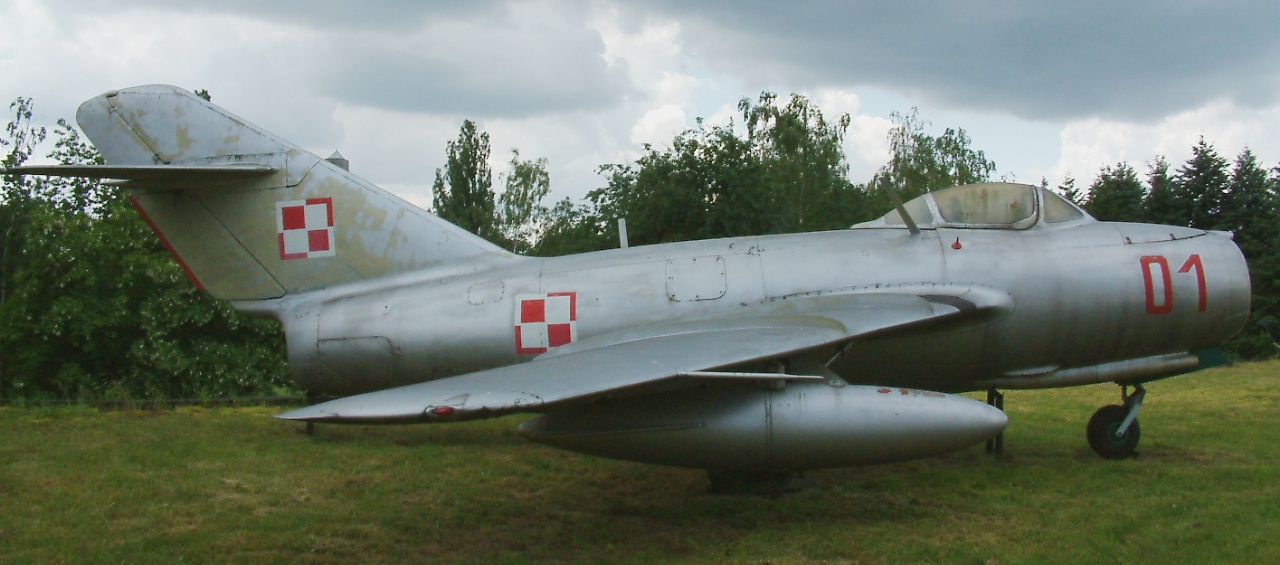
MiG-15

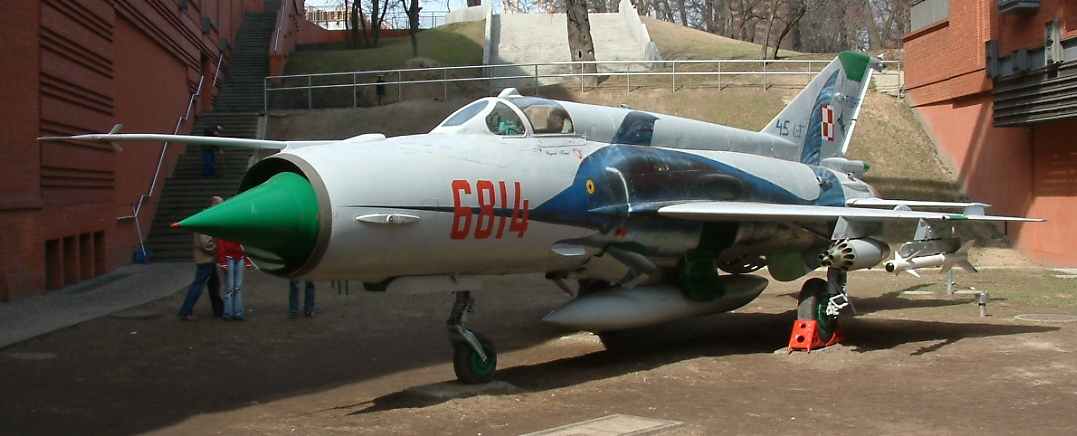
MiG-21

41 Pułk Lotnictwa Myśliwskiego (41 plm) – oddział  lotnictwa myśliwskiego ludowego Wojska Polskiego i Sił Zbrojnych RP.
Pułk bazował na lotnisku Malbork i posiadał lotnisko zapasowe w m. Wdzydze oraz RLP oddalony ok. 5 km w m. Lasowice

## Formowanie i zmiany organizacyjne
Pułk sformowany został na lotnisku w Malborku 1 czerwca 1952 roku. Etat nr 6/165 przewidywał 290 żołnierzy. Wszedł w skład 9 Dywizji Lotnictwa Myśliwskiego.
W roku 1990 pułk został podporządkowany dowódcy 2 Korpusu Obrony Powietrznej w Bydgoszczy.
W 2000 roku 41 Pułk Lotnictwa Myśliwskiego został rozformowany

## Tradycje pułku
11 marca 1996 roku pułk przejął dziedzictwo i kontynuację tradycji :
- 4 eskadry lotniczej (1919)
- 4 eskadry wywiadowczej "Toruńskiej" (1920)
- 141 i 142 eskadry myśliwskiej 4 pułku lotniczego
- 306 Dywizjonu Myśliwskiego "Toruńskiego" (1940)

## Odznaka pułkowa
Odznaka o wymiarach 33x23 mm w postaci emaliowanej niebieskiej płytki, której dół i prawy bok stanowią kontury samolotu odrzutowego MiG-21, a lewy bok wypełnia skrzydło husarskie. Na odznakę nałożone jest popiersie rycerza w zbroi, zasłoniętego tarczą, z herbem Malborka i trzymającego miecz w poprzek tarczy. Na głowie znajduje się zamknięta przyłbica z biało-czerwoną szachownicą zamiast pióropusza. Odznakę zaprojektował Wieńczysław Zawadka.

## Samoloty
Początkowo podstawowym samolotem pułku był MiG-15 (Lim 1), jego zmodernizowana wersja MiG-15bis (Lim-2) oraz szkolno-treningowy UTMiG-15. 
W ramach unowocześniania lotnictwa, na uzbrojenie pułku wszedł nowy, około dźwiękowy samolot myśliwski MiG-17 (Lim-5) oraz jego udoskonalona wersja MiG-17pf. 
W 1964 41 plm otrzymał samoloty naddźwiękowe MiG-21F. W latach następnych wprowadzano ich kolejne modyfikacje. Wszystkie nowe serie samolotów MiG-21 prosto z zakładów produkujących były kierowane do 41 plm, a dopiero później do innych pułków dywizji.

## Struktura organizacyjna
- Dowództwo pułku
- trzy eskadry lotnictwa myśliwskiewgo
- 39 batalion zaopatrzenia
- 26 batalion radiotechniczny
- 40 batalion łączności i ubezpieczenia lotów
- 25 bateria artylerii przeciwlotniczej
- eskadra techniczna

## Dowódcy pułku
- mjr pil. Aleksander Babunow
- mjr pil. Stefan Łazar
- ppłk dypl. pil. Adam Bidziński (XII 1953 - X 1955)
- ppłk dypl. pil. Jarosław Gibki
- ppłk dypl. pil. Józef Mizera
- kpt. dypl. pil. Jerzy Zych (X 1964 - IX 1966)
- ppłk dypl. pil. Jerzy Budzisz (X 1966 - II 1971)
- ppłk dypl. pil. Stanisław Warzecha
- ppłk dypl. pil. Aleksander Zakrzewski
- płk dypl. pil. Wincenty Bordon
- płk dypl. pil. Eugeniusz Sumpor
- płk dypl. pil. Marian Gąsiorowski
- mjr dypl. pil. Wiesław Kędzierski
- ppłk dypl. pil. Janusz Olczak